# Parley P. Pratt
Parley P. Pratt, nome completo Parley Parker Pratt Sr. (Burlington, 12 aprile 1807 – Alma, 13 maggio 1857), è stato un presbitero statunitense, leader della Chiesa di Gesù Cristo dei santi degli ultimi giorni e uno dei membri originali del Quorum dei Dodici dal 1835 fino alla morte.
Servì il Quorum con suo fratello minore, Orson Pratt. Fu missionario, poeta, scrittore religioso ed editore della pubblicazione Millennial Star. In suo onore è stata nominata la Parley's Canyon a Salt Lake City, poiché egli aveva esplorato, indagato, costruito e mantenuto la prima strada per il trasporto pubblico in quei luoghi.
Pratt praticò la poligamia ed ebbe dodici mogli. Uno dei suoi bis-bis-nipoti è Mitt Romney, ex governatore del Massachusetts e candidato per le elezioni presidenziali del 2008 del Partito Repubblicano. Uno dei suoi bis-bis-bis-nipoti è Jon Huntsman, ex governatore dello Utah e Ambasciatore in Cina e probabile candidato per le elezioni presidenziali del 2012 per il Partito Repubblicano.

## Biografia

### Primi anni
Parley Pratt nasce a Burlington, New York, figlio di Jared Pratt (Canaan (New York), 25 novembre 1769 – Detroit (Michigan), 5 novembre 1839) e la moglie Charity Dickinson (Bolton (New York), 24 febbraio 1776 – Saint Joseph (Missouri), 20 maggio 1849), e discendente di Anne Hutchinson. Sposò Thankful Halsey a Canaan (New York) il 9 settembre 1827. La giovane coppia si stabilì vicino a Cleveland, in Ohio su un deserto "selvaggio" dove Parley costruì una rozza casa. In Ohio Pratt divenne membro del Movimento Campbell, anche chiamato "Discepoli di Cristo", attraverso la predica di Sidney Rigdon. Pratt presto decise di diventare anch'egli un predicatore e vendette la sua proprietà.

### Servizio alla chiesa mormone
Mentre era in viaggio per far visita alla famiglia a ovest di New York, Pratt ebbe l'opportunità di leggere una copia del Libro di Mormon, datogli da un diacono Battista. Convinto della sua autenticità, viaggiò a Palmyra (New York) e parlò con Hyrum Smith. Fu battezzato da Oliver Cowdery nel Lago Seneca circa il primo settembre 1830, ed entrò formalmente nella Chiesa Mormone. Fu anche ordinato all'ufficio di Anziano della chiesa. Proseguendo verso la casa dei suoi genitori, fece entrare nei mormoni anche il fratello minore, Orson Pratt, e lo battezzò il 19 settembre 1830.
Pratt tornò quindi a Fayette nell'ottobre 1830, dove incontrò Joseph Smith e gli fu chiesto di unirsi al gruppo Missionario mormone assegnato al sacerdozio presso le tribù dei Nativi americani (Lamaniti) sul confine del Missouri. Durante il viaggio verso ovest, con i compagni si fermò a visitare Sidney Rigdon, e contribuì alla conversione di Rigdon e di altri 130 membri della sua congregazione in due o tre settimane.
Pratt fu quindi assegnato alla missione in Canada, poi negli Stati Uniti dell'Est e negli Stati Uniti del Sud, in Inghilterra e nelle Isole del Pacifico, e in Sud America. Si spostò a Valparaíso per cominciare lì una nuova missione, ma abbandonò dopo poco a causa dello scarso successo e dopo la morte del figlio Omner nel 1852. Insieme al fratello Orson Pratt e a Sidney Rigdon, si impegnò a convertire molti dei futuri leader mormoni tra cui Frederick G. Williams, John Taylor e la moglie Leonora, Isaac Morley e Joseph Fielding e le sue sorelle Mary e Mercy Fielding.
Oltre alle sue innumerevoli missione, Pratt entrò nella leardership del mormonismo come membro originale del Quorum dei Dodici. Mentre era nelle Isole Britanniche nel 1839, Pratt pubblicò un nuovo periodico religioso che chiamò The Latter-day Saints' Millennial Star. Mentre presiedeva i rami della Chiesa e gli interessi nel New England e gli Stati medio atlantici, Pratt pubblicò un altro periodico intitolato The Prophet dal suo quartier generale a New York. Fu un noto poeta e scrittore religioso. Scrisse un'autobiografia, come anche alcune poesie che divennero inni mormoni.
A Nauvoo il 9 settembre 1844 sposò la quarta delle sue dodici mogli, la scozzese Mary Wood (Glasgow, Lanarkshire, 18 giugno 1818 – Salt Lake City, Utah, 5 marzo 1898), figlia di Samuel Wood (battezzato Dumfries, Dumfriesshire, 8 luglio 1798) e della moglie (m. Mungo, Dumfriesshire, 18 luglio 1816) Margaret Orr (battezzata Inverchaolin, Argyllshire, 15 agosto 1793 – 1852), dalla quale ebbe Helaman Pratt.
Dopo la morte di Joseph Smith, Pratt e la sua famiglia erano tra gli emigranti nello Utah e continuarono la parola della Chiesa di Gesù Cristo dei santi degli ultimi giorni sotto la direzione di Brigham Young. Pratt stabilì gli insediamenti per i rifugiati sia da Garden Grove e da Monte Pisgah e condusse personalmente un gruppo di pionieri lungo la Mormon Trail verso Salt Lake Valley. Alle volte, a metà del decennio 1850, lavorando con George D. Watt, aiutò a sviluppare l'Alfabeto Deseret. Nel 1854 Pratt andò in California per gestire il quartier generale della missione a San Francisco.

### Morte
Nel 1857, mentre faceva ritorno da un viaggio nel sud degli Stati Uniti, Pratt fu trovato da Hector McLean. McLean era il marito legale di una delle mogli di Pratt, Eleanor McLean. Pratt aveva incontrato Eleanor McLean a San Francisco, dove Pratt gestiva una missione. A San Francisco, Eleanor era entrata nella chiesa mormone e aveva fatto battezzare anche i suoi figli maggiori.
Hector rifiutò il mormonismo e si oppose al desiderio della moglie di far parte di questo credo religioso. La disputa sulla chiesa provocò il collasso del matrimonio. Temendo che Eleanor volesse scappare nello Utah insieme ai loro figli, Hector li mandò a New Orleans a vivere con i nonni. Eleanor seguì i bambini a New Orleans, dove visse con loro per tre mesi nella casa dei suoi genitori. Successivamente partirono per lo Utah; arrivò a Salt Lake City l'11 settembre 1855. Eleanor McLean fu assunta a casa Pratt come insegnante e il 14 novembre 1855 lei e Pratt si sottoposero al matrimonio eterno a Endowment House. Fu la dodicesima moglie di Pratt. Anche se Eleanor si considerava "celibe" per ragioni religiose, non era legalmente divorziata da Hector al momento del suo matrimonio eterno con Pratt.
Dopo aver appreso delle azioni di sua moglie, Hector McLean spose denuncia penale, accusando Pratt di aver aiutato nel rapimento dei suoi figli. Pratt riuscì a sfuggire a lui e gli oneri legali, ma fu finalmente arrestato nel territorio indiano (ora Oklahoma) nel maggio 1857. Lui ed Eleanor furono accusati solo del furto degli abiti dei bambini di McLean. (Le leggi di quel tempo non riconoscevano come crimine il rapimento dei bambini da parte di un genitore) Davanti al giudice John B. Ogden, Pratt fu assolto delle accuse a causa di una mancanza di prove. Tuttavia, poco tempo dopo esser stato rilasciato, il 13 maggio 1857, Pratt fu accoltellato da Hector McLean in una fattoria a nord-est di Van Buren (Arkansas). Come risultato dell'attacco, Pratt morì due ore e mezza dopo a causa della perdita di sangue. Mentre sanguinava a morte, un contadino chiese che cosa avesse fatto per provocare l'ira dell'uomo. Pratt rispose "Mi accusò di avergli rubato moglie e figli. Ma non l'ho fatto. Loro erano oppressi, e ho fatto per loro quello che ho fatto per tutti gli oppressi in ogni luogo." Pratt fu seppellito vicino ad Alma (Arkansas), anche se egli aveva espressamente chiesto di essere seppellito nello Utah.
Alcuni storici vedono la morte di Pratt come l'azione di un marito geloso che era profondamente in collera con l'uomo che gli aveva "rubato" moglie e figli. Nel 2008 la rivista Provo Daily Herald pubblicò un articolo che descriveva McLean come un uomo che aveva "braccato" Pratt come ricompensa per avergli "rovinato il matrimonio". Sempre nel 2008 il Deseret News descrive McLean come un uomo che "perseguì Pratt per tutto il Missouri, l'Oklahoma e l'Arkansas, in collera con la moglie che era diventata la dodicesima moglie di Pratt." Molti mormoni vedono la morte di Pratt come un martirio, punto di vista espresso anche da Pratt poco prima di morire. (Secondo i registri dei mormoni, le sue parole di morte furono registrate 38 anni dopo i fatti) Ancora oggi i difensori di Pratt sostengono e difendono la tesi del martirio. Per esempio nel 2007 in un articolo del Deseret Morning News si afferma che "Pratt fu ucciso vicino a Van Buren, Arkansas, nel maggio 1857, da un piccolo gruppo di uomini che non era d'accordo con i suoi insegnamenti." Brigham Young equipara la morte di Pratt a quella di Joseph Smith, Jr., e molti mormoni incolpano della morte lo stato dell'Arkansas e il suo popolo.
A causa della sua popolarità e della sua posizione nel Concilio dei Dodici, l'assassinio di Pratt in Arkansas lasciò un segno significativo nella comunità mormone di Rocky Mountains, quando cominciarono a sentir parlare del fatto nel giugno 1857. La morte violenta di Pratt ha giocato un ruolo anche nel Massacro di Mountain Meadows avvenuto cinque mesi dopo. In quel frangente morirono la maggior parte dei sostenitori del Partito Baker-Fancher che viaggiavano verso il sud della California lungo la Mormon Road (parte della Old Spanish Trail). Dopo il massacro alcuni mormoni fecero circolare la voce nei territori dello Utah che uno o più membri di quel partito avevano ucciso Pratt, avvelenarono l'acqua che successivamente fece ammalare i bambini Paiute, e gli permise di catturare i bovini che pascolavano nelle proprietà private.
Il 3 aprile 2008, un giudice in Arkansas decise che i resti di Pratt dovevano essere spostati nello Utah senza che altre tombe venissero disturbate. La famiglia di Pratt pianificò di riseppellire i resti di Pratt nel Cimitero di Salt Lake City secondo le tecniche moderne di inumazione. Questi sforzi furono infruttuosi, il corpo ormai era irriconoscibile, probabilmente a causa del lungo periodo di tempo trascorso dalla morte, della fossa poco profonda e di un terreno argilloso umido. Non sono stati pianificati ulteriori sforzi di ricerca per luogo di sepoltura di Pratt.

## Commemorazioni
La città di Columbia, Missouri commemora la fuga di Parley Pratt dalla prigione del 4 luglio 1839, con una corsa aperta ogni Giorno dell'Indipendenza sin dal 1970. Si tiene una corsa di 4 miglia e una per gli amatoriali di 1 miglio. Nel 2010 è stata aggiunta una gara per i bambini.

## Pubblicazioni
- A Voice of Warning (1837)
- The Millennium and Other Poems (1840)
- Late Persecutions of the Church of Jesus Christ of Latter-day Saints: With a Sketch of Their Rise, Progress and Doctrine (1840)
- Key to the Science of Theology (1855)
- The Autobiography of Parley Parker Pratt (1874, posthumous)